# Майорова, Вера Владимировна
Вера Владимировна Майорова-Земская (род. 19 июля 1939) — советская и российская актриса театра и кино.

## Биография
Вера Майорова-Земская родилась 19 июля 1939 года. После окончания в 1962 году театрального училища имени Щукина (курс И. М. Рапопорта, однокурсниками были В. В. Лепко, Ю. В. Волынцев, А. А. Миронов, В. Д. Шарыкина, О. Яковлева) была принята в труппу Театра на Малой Бронной. В кино стала сниматься с 1957 года (кинокартина «Девушка без адреса»), ещё будучи студенткой театрального училища, а в 1962 году снялась в комедиях Ролана Быкова «Семь нянек» и Тамары Лисициан «Космонавт №…».

## Творчество

### Работы в театре
- «Платон Кречет» — Валя
- «Воспоминания» — Женя
- «Дон Жуан» Ж. -Б. Мольера — Шарлота
- «Три сестры» А. П. Чехова — Наташа
- «Рассказ от первого лица» — Леночка Старикова
- «Королевские цветы» — Лучия
- «Трибунал» — Галя
- «Счастливые дни несчастливого человека» А. Арбузова — Ариша
- «Гроссмейстерский бал» — Кира
- «Не от мира сего» — Капитолина
- «Лето и дым» Т. Уильямса — Розмери
- «Леший» А. П. Чехова — Войницкая
- «А все-таки она вертится?..» А. Хмелика — Алла Константиновна
- 1998 — «Ханна»[2] по пьесе П. У. Энквиста — Женщина
- 2003 — «Дети?!», по пьесе С. Найдёнова «Дети Ванюшина», реж. Лев Дуров — Арина Ивановна
- 2024 - "Одна и один", Джульетта, реж. К. Богомолов

### Фильмография
1. 1957 — Девушка без адреса — прохожая (нет в титрах)
2. 1959 — Сверстницы — эпизод (нет в титрах)
3. 1961 — Космонавт №… — Анна Васильевна
4. 1962 — Семь нянек — Алла
5. 1964 — Лушка — Лушка Кукушкина, шофёр такси
6. 1964 — Свет далёкой звезды — Лиза Прохорова
7. 1971 — Следствие ведут ЗнаТоКи. Чёрный маклер (дело N1) — Раечка
8. 1972 — Платон Кречет — Валя (нет в титрах)
9. 1973 — В номерах — Анюта
10. 1973 — Всего несколько слов в честь господина де Мольера — Матюрина
11. 1973 — Трибунал — Галя
12. 1977 — Не от мира сего — Капитолина
13. 1980 — Этот фантастический мир (выпуск 3)
14. 1981 — Полынь — трава горькая — Лиза, жена Павла
15. 1983 — Экзамен на бессмертие — мать
16. 1986 — Письма мертвого человека — Анна
17. 1987 — Мужские портреты — Ольга Строкова
18. 1989 — Посетитель музея — управляющая
19. 1990 — Сфинкс — Людмила Борисовна
20. 1991 — Как живёте, караси? — жена Тищенко
21. 1994, 1996 — Железный занавес — американка, мать Пети, жена Ефима Семёновича
22. 2000 — Артист и мастер изображения — тёща Савельева
23. 2001 — Клетка — Раиса
24. 2001 — Леди Босс — эпизод
25. 2002 — Next 2 — мать Семирядина
26. 2002 — Жизнь продолжается — бабушка Марины
27. 2004 — Лола и Маркиз — бабка Мухина
28. 2006 — Дом-фантом в приданое (Украина) — тётя Вера
29. 2008 — И всё-таки я люблю… — главврач
30. 2008 — Паутина-2 (Фильм № 2 Ненастоящий полковник) — эпизод
31. 2008 — Поцелуй не для прессы — женщина с яблоками
32. 2024 — Струны (16 серия) — Альбина Соколовская